# Act of Depression
Act of Depression är den första EP:n från metalcore-bandet Underoath. Det är bandets första skiva och den släpptes 4 juli 1999 på Takehold Records. Även om skivan räknas som en EP så har den längre speltid än något av bandets fullängdsalbum. EP:n trycktes endast upp i 2 000 exemplar. Act of Depression klassas som blandning av deathcore, hardcorepunk och black metal.

## Låtlista
1. "Heart of Stone" - 5:50
2. "A Love So Pure" - 10:39
3. "Burden In Your Hands'" - 6:28
4. "Innocence Stolen" - 6:27
5. "Act of Depression'" - 10:23
6. "Watch Me Die" - 6:56
7. "Spirit of a Living God" - 9:08